# Jüngstes Gericht (Quéménéven)

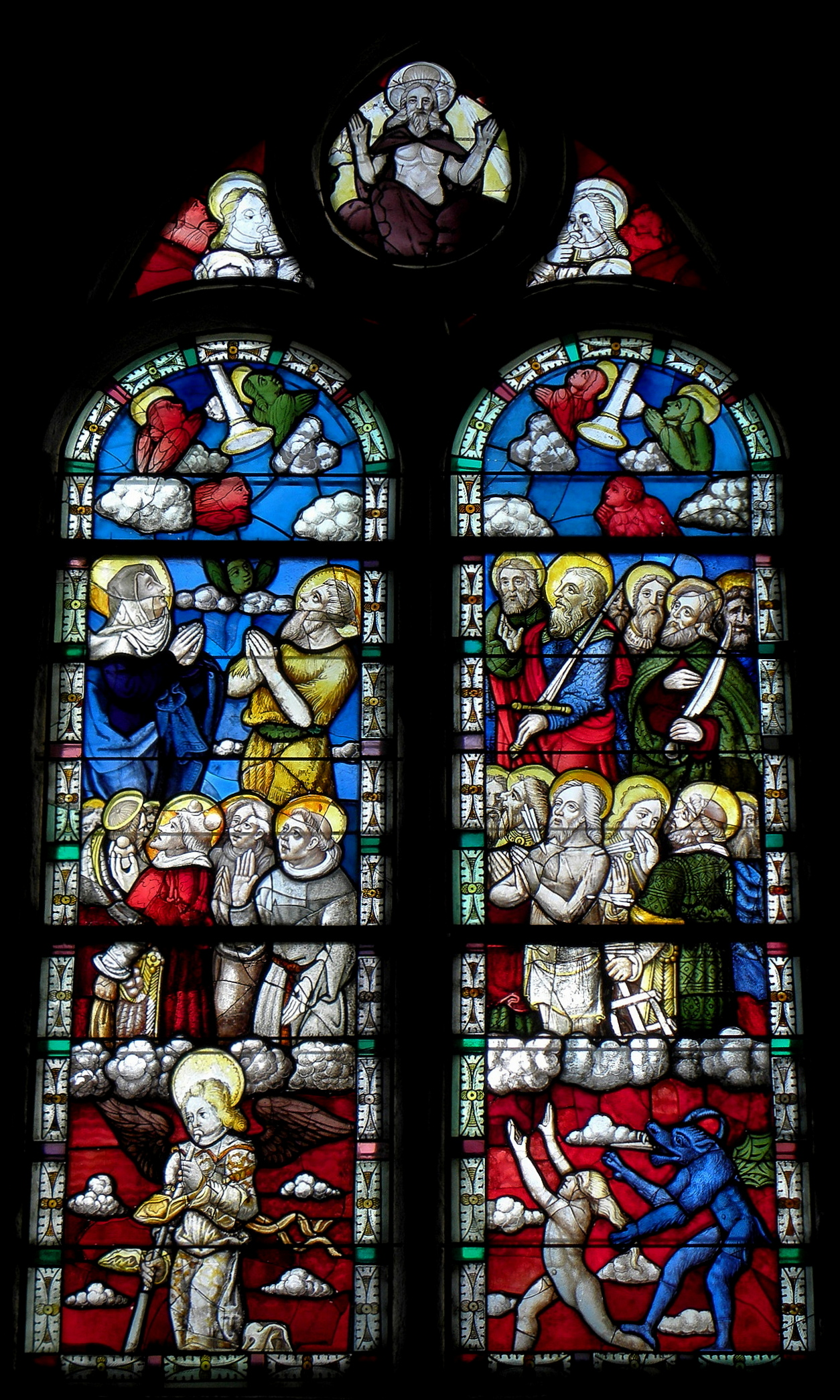
Fenster Jüngstes Gericht in Quéménéven

Das Fenster Jüngstes Gericht in Quéménéven, einer französischen Gemeinde im Département Finistère der Region Bretagne, wurde um 1540 geschaffen. Das Bleiglasfenster in der Kapelle Notre-Dame im Ortsteil Kergoat wurde 1898 als Monument historique in die Liste der geschützten Objekte (Base Palissy) in Frankreich aufgenommen.
Das Fenster Nr. 7 im Chor wurde von einer unbekannten Werkstatt geschaffen. Es zeigt auf zwei Lanzetten das Jüngste Gericht.
Im Maßwerk ist der richtende Gottvater dargestellt, links und rechts davon sind Engel und Cherubinen zu sehen.
Neben dem Fenster Jüngstes Gericht sind noch neun weitere sehenswerte Fenster aus dem 15. bzw. 16. Jahrhundert in der Kapelle erhalten (siehe Navigationsleiste).

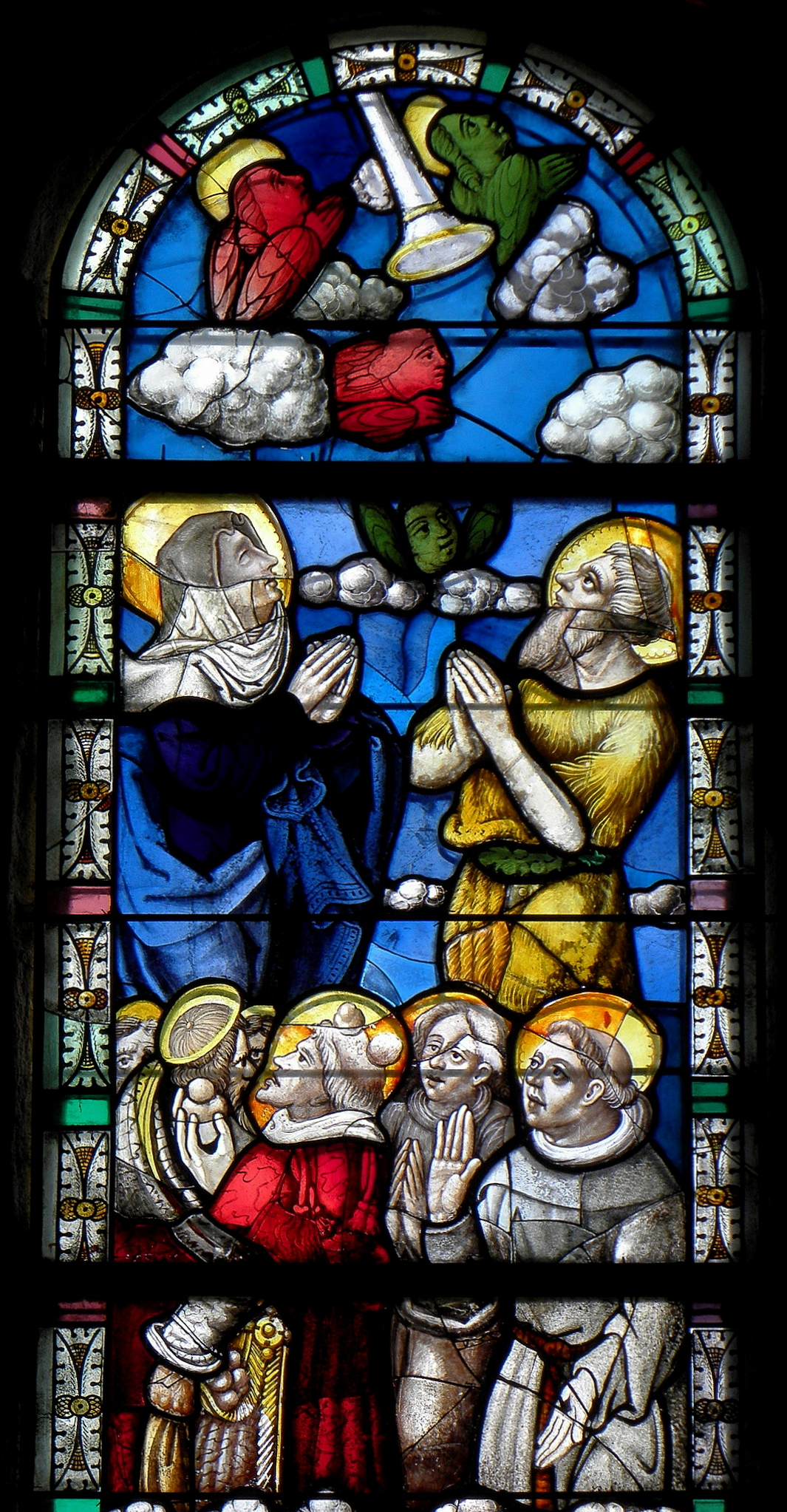
Maria und Johannes, darunter Heilige, der heilige Stephanus (mit den Steinen) und der heilige Franz von Assisi (rechts außen mit Stigmatisation)
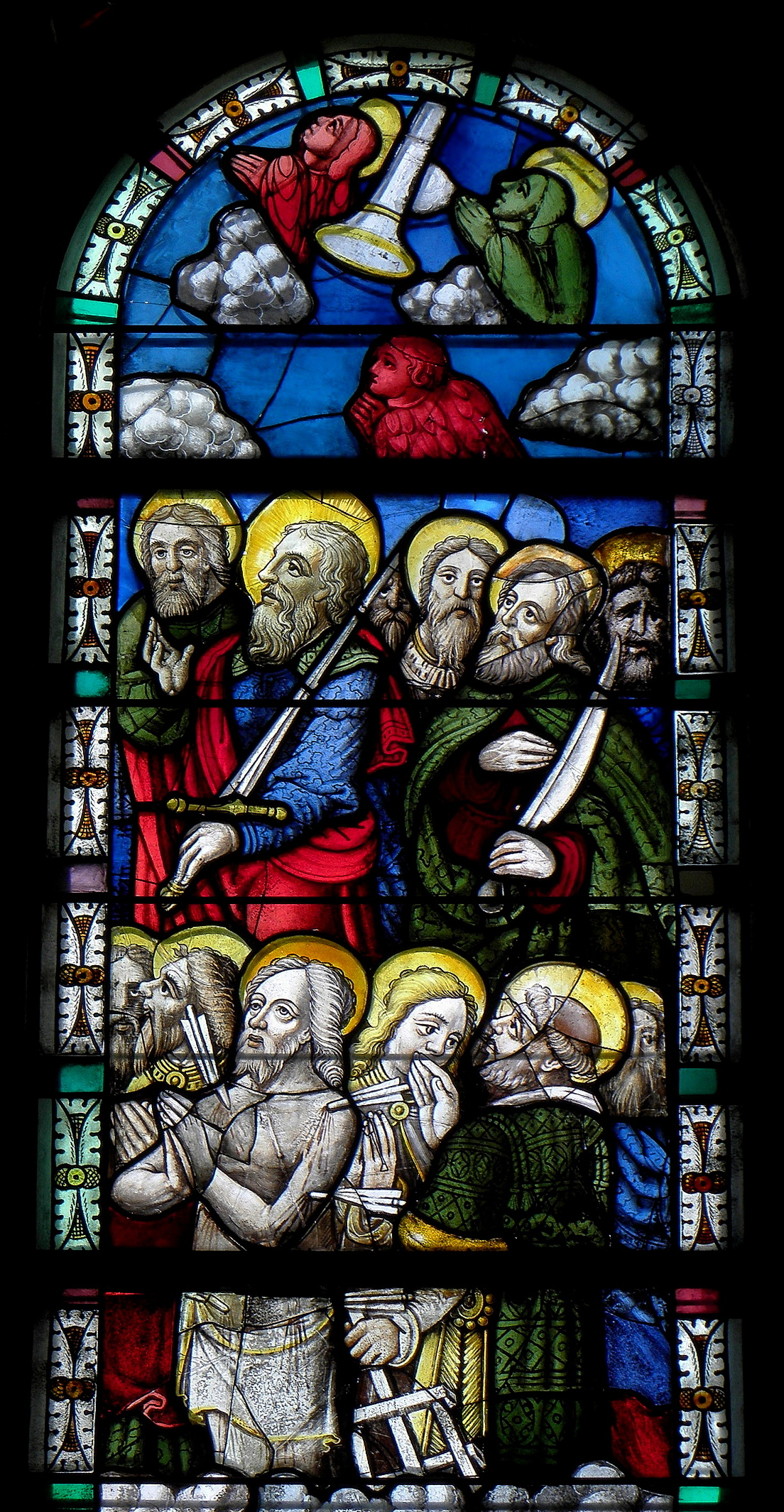
Fünf Apostel und darunter Heilige, heiliger Sebastian mit Pfeilen und heiliger Laurentius mit Grill
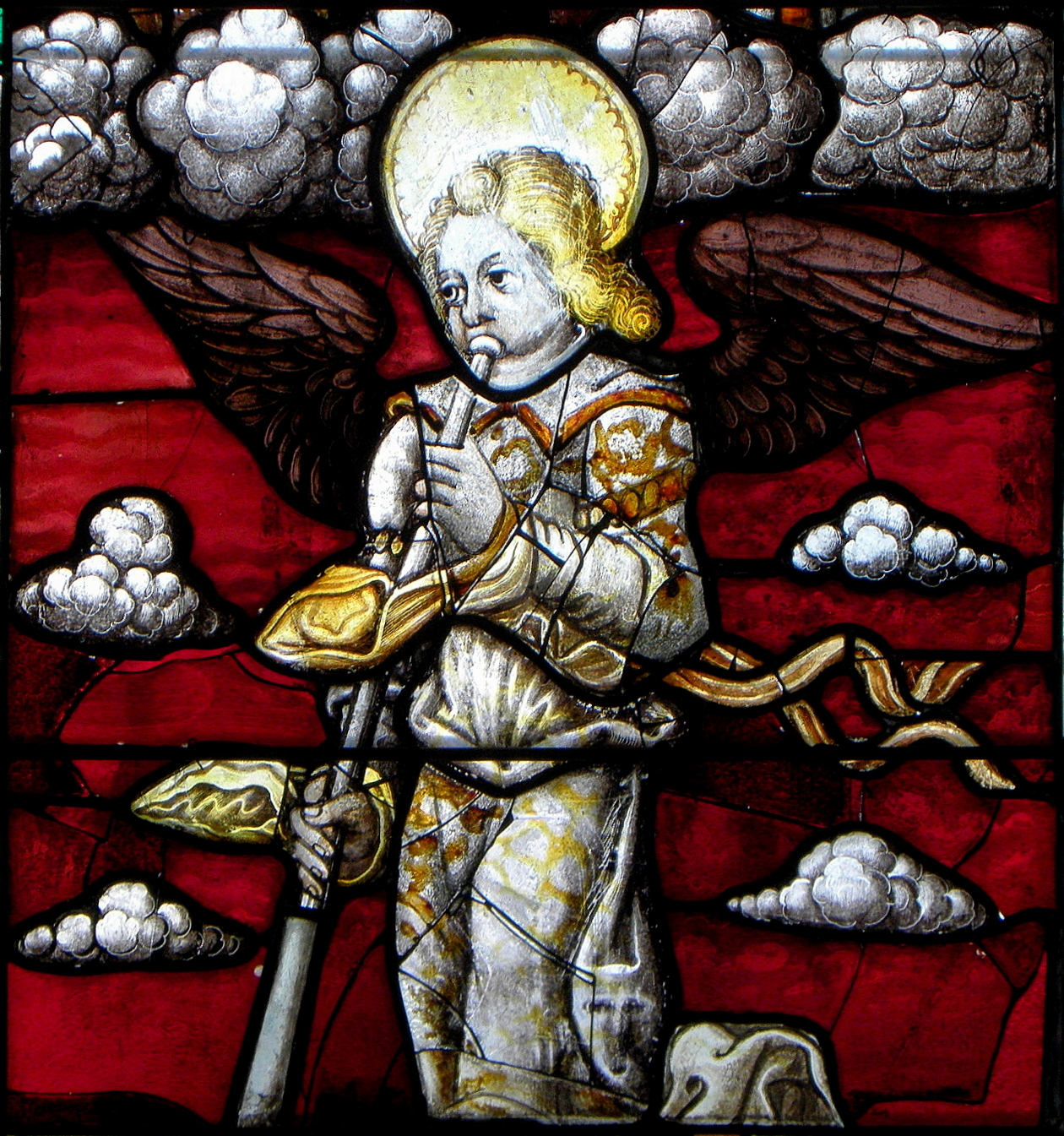
Ein Engel bläst in eine Schalmei
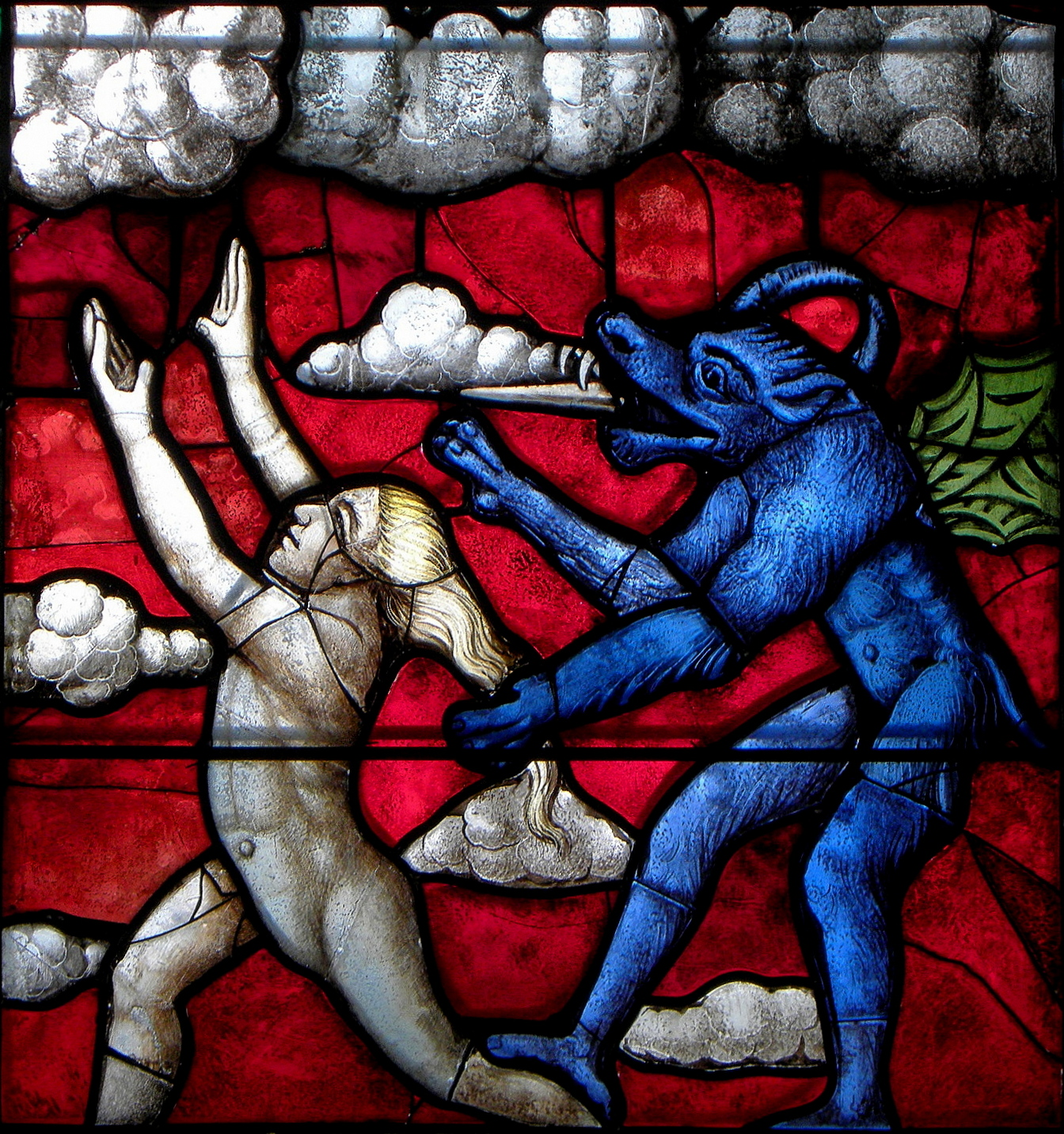
Eine junge Frau wird von einem Dämon verfolgt
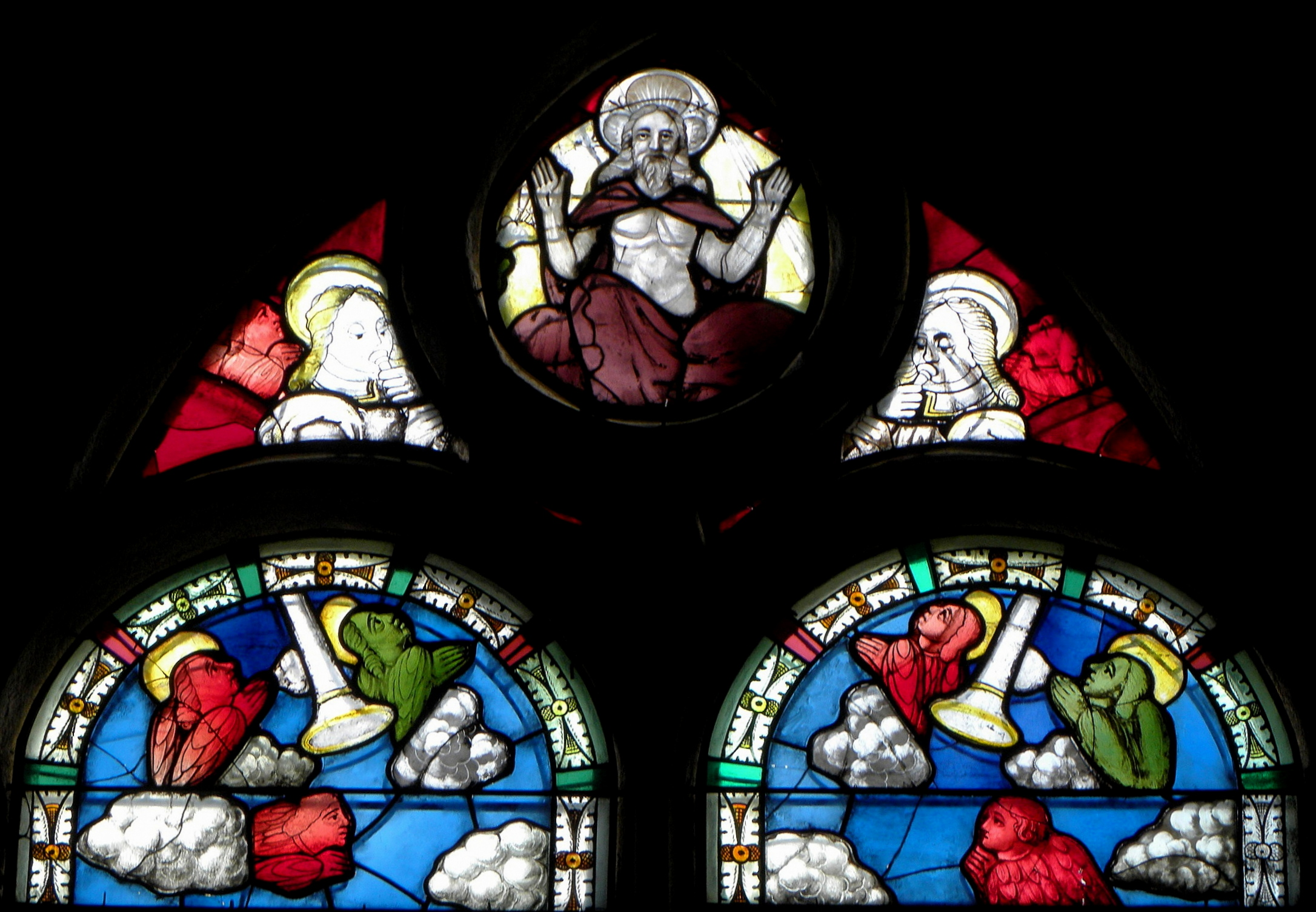
Maßwerk mit Gottvater und Engeln